# Dennis Holme Robertson

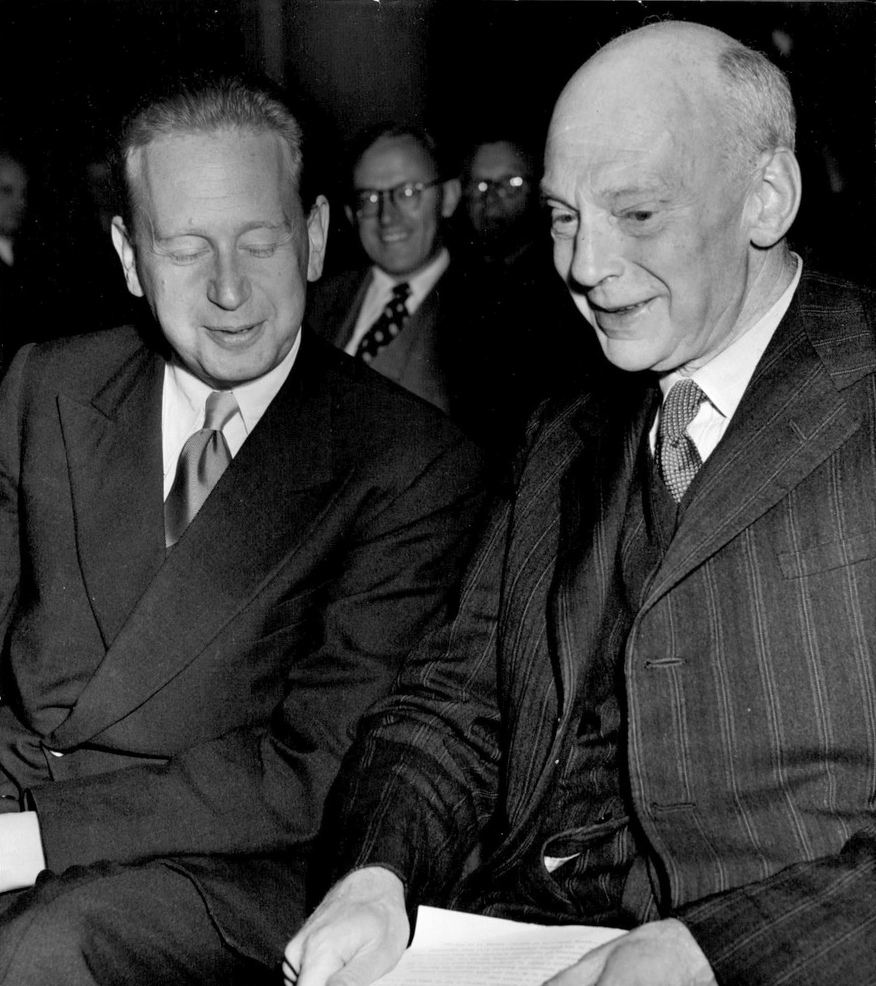
Dennis Robertson (r.)

Sir Dennis Holme Robertson (* 23. Mai 1890 in Lowestoft; † 21. April 1963 in Cambridge) war ein englischer Volkswirt und Ökonom. Er unterrichtete an verschiedenen Londoner Universitäten sowie in Cambridge. Robertson hatte maßgeblichen Anteil an der Entwicklung des Keynesianismus.
Seit 1932 war er Mitglied der British Academy. 1945 wurde er in die American Academy of Arts and Sciences gewählt und 1953 zum Knight Bachelor geschlagen.

## Schriften
- A study of industrial fluctuation, 1915
- Money, 1922
- The control of industry, 1923
- Banking policy and the price level, 1926
- Essays in monetary theory, 1940
- Lectures on economic principles, 1957–1959

## Robertson-lag
Das nach Robertson benannte ökonomische Modell besagt, dass die Konsumenten mit einem Time lag zeitverzögert auf Einkommensveränderungen reagieren. Insbesondere nimmt Robertson in diesem Modell an, dass Veränderungen der Konsumausgaben eine unmittelbare Anpassung der Produktion bewirken.